# Comparacio de Cathalunya ab Troya
La Comparació de Catalunya amb Troia (original i en català modern, Comparacio de Cathalunya ab Troia) és un poema polític d'autoria anònima i escrit l'any 1641 a Barcelona, en ple inici de la Guerra dels Segadors i que compara la situació catalana amb la de la Guerra de Troia. Es tracta d'un text breu que presenta 224 versos decasíl·labs apariats i de rima consonant.
L'obra està estructurada d'impremta com un plec solt en forma de tirallonga i és considerat una mostra molt significativa de la poesia apologètica catalana, de la literatura política i de la seva relació amb les obres literàries de l'antiga Grècia.

## Descripció
La temàtica del poema és l'inici de la Guerra dels Segadors, amb referències al Principat de Catalunya com a escenari principal del front de batalla. Com molts altres pamflets i manifests revolucionaris que es repartien a l'època, mostra un contingut de caràcter clarament polític i de denúncia social a través de la narració dels fets que han provocat la guerra contra la Monarquia d'Espanya. L'autor, anònim, descriu de manera conscient la situació bèl·lica i la compara constantment al llarg de tota l'obra amb la Guerra de Troia —en la qual fa símils i situa amb odi i recel les tropes castellanes en el mateix paper que els exèrcits aqueus.
Per tal de dur a terme les comparacions entre ambdues guerres, l'autor se serveix de L'Eneida, el poema èpic escrit per l'autor romà Virgili al segle i aC sobre Enees i la seva fugida de Troia. A més a més, reforça l'escenari català respecte la destrucció troiana introduint de manera enginyosa i bilingüe diversos passatges d'aquest poema en llatí entre els apariats en català i també una mescla de referències cultes i populars, elements del tèxtil i mencions a joc de cartes desconegut el dia d'avui.
La crítica als dos bàndols polítics apareix reflectida al poema a través de diversos recursos literaris. D'una banda, l'autor culpa el lloctinent de Catalunya i comte de Santa Coloma, Dalmau de Queralt i de Codina, a qui atribueix l'origen bèl·lic amb el vers «De Troya's diu que la perdé una poma, / de Cathalunya, una coloma» (la poma fa referència a la Poma de la Discòrdia de la deessa Eris). I de l'altra, assenyala Gaspar de Guzmán y Pimentel, duc d'Olivares, com si es tractés del Cavall de Troia castellà arran de la seva campanya militar a Leucata (Llenguadoc) el 1637.